# 绿色汽车

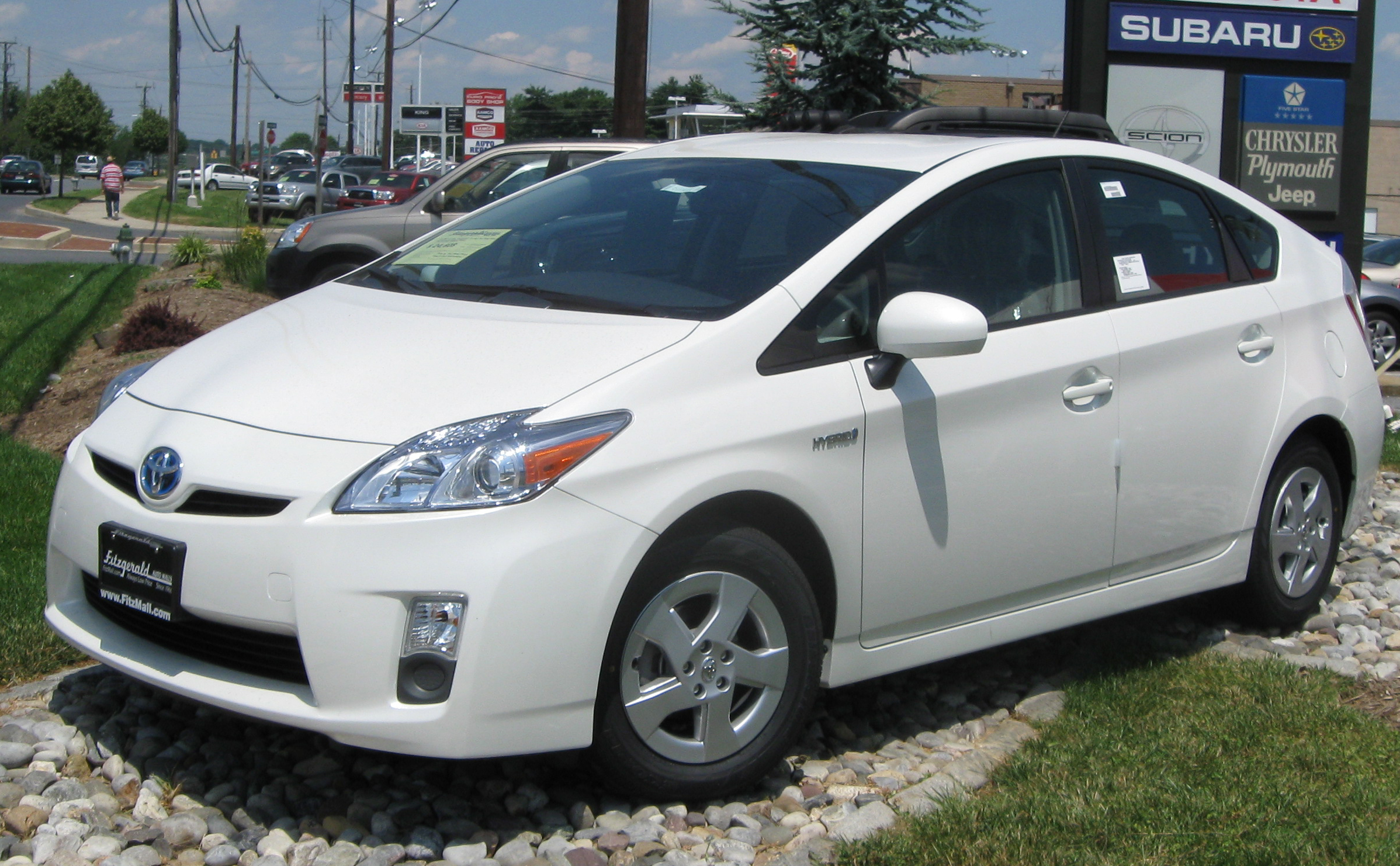
Toyota Prius的照片。攝於2010年的美國馬里蘭州蓋瑟斯堡

绿色汽车又叫绿色车辆、清洁车辆、环保车辆，是一种道路机动车辆，此類車輛与使用汽油、柴油或某些替代燃料的同类传统内燃机车辆相比，绿色汽车对环境的有害影响较小。目前，在某些国家和地区，绿色汽车是指那些符合欧洲汽车尾气排放标准（例如 Euro6）或加利福尼亚州零排放车辆的标准（例如ZEV 、ULEV、SULEV、PZEV ）的车辆。